# Centre d'étude du polymorphisme humain

La Fondation Jean Dausset-CEPH ou CEPH, Centre d'étude du polymorphisme humain, est une organisation de recherche située à Paris, créée en 1984 par le professeur et prix Nobel de physiologie ou médecine Jean Dausset. La fondation collecte des échantillons du génome humain, grâce auxquels les cartes du génome humain ont été réalisées. 

## Présentation
En 2015, le président du CEPH est François d'Aubert, magistrat à la Cour des comptes, ancien député, ministre du Budget et de la Recherche, ancien maire de Laval (Mayenne) et président de la Cité des sciences et de l'industrie.